# حارة سرحان الشرقية (المعلا)
حارة سرحان الشرقية هي إحدى حارات حي ردفان الواقع بمديرية المعلا التابعة لمحافظة عدن، بلغ تعداد سكانها 355 نسمة حسب تعداد اليمن لعام 2004.